# Women’s Cricket World Cup 2009
Der Women’s Cricket World Cup 2009 war der neunte Cricket World Cup der Frauen, der im One-Day-Format über 50 Over ausgetragen wurde. Er wurde vom 7. bis 22. März 2009 in Australien ausgetragen. Durchsetzen konnte sich die Mannschaft aus England, die sich im Finale Neuseeland mit 4 Wickets durchsetzen konnte.

## Teilnehmer
Es nahmen acht Nationalmannschaften teil:
| - Australien - England - Indien - Neuseeland | - Sri Lanka - Pakistan - Südafrika - West Indies |

## Austragungsorte
Das Turnier wurde in mehreren Stadien im australischen Bundesstaat New South Wales ausgetragen.

## Mannschaftskader
Als erstes Team benannte England am 1. Oktober 2008 seinen Kader. Daraufhin folgte Australien am 8. Januar, Pakistan am 12. Januar, Indien am 1. Februar, West Indies am 7. Februar und Sri Lanka am 11. Februar 2009.
| WODI | WODI | WODI | WODI |
| Australien | England | Indien | Neuseeland |
| --- | --- | --- | --- |
| - Karen Rolton (K) - Sarah Andrews - Alex Blackwell - Jess Cameron - Leonie Coleman (wk) - Lauren Ebsay - Rene Farrell - Jodie Fields (wk) - Delissa Kimmince - Shelley Nitschke - Erin Osborne - Ellyse Perry - Leah Poulton - Emma Sampson - Lisa Sthalekar | - Charlotte Edwards (K) - Caroline Atkins - Kathrine Brunt - Holly Colvin - Lydia Greenway - Lauren Griffiths (wk) - Isa Guha - Jenny Gunn - Laura Marsh - Beth Mogan - Ebony-Jewel Rainford-Brent - Nicky Shaw - Anya Shrubsole - Clare Taylor - Sarah Taylor (wk)                                                                             | - Jhulan Goswami (K) - Amita Sharma (VK) - Anjum Chopra - Anagha Deshpande (wk) - Rumeli Dhar - Thirush Kamini - Harmanpreet Kaur - Reema Malhotra - Sravanthi Naidu - Sulakshana Naik - Snehal Pradhan - Mithali Raj - Poonam Raut - Priyanka Roy - Gouher Sultana                                                             | - Haidee Tiffen (K) - Aimee Mason (VK) - Suzie Bates - Nicola Browne - Abby Burrows - Sophie Devine - Lucy Doolan - Katey Martin - Sara McGlashan (wk) - Beth McNeill - Rachel Priest (wk) - Kate Pulford - Amy Satterthwaite - Sarah Tsukigawa                                             |
| Pakistan | Sri Lanka | Südafrika | West Indies |
| - Urooj Mumtaz (K) - Sana Mir (VK) - Almas Akram - Armaan Khan (wk) - Asmavia Iqbal - Batool Fatima (wk) - Bismah Maroof - Javeria Khan - Nahida Khan - Naila Nazir - Nain Abidi - Qanita Jalil - Sajjida Shah - Sania Khan - Sukhan Faiz                     | - Shashikala Siriwardene (K) - Sanduni Abeywickrema - Suwini de Alwis - Hiruka Fernando - Rose Fernando - Inoka Galagedara - Gayathri Kariyawasam - Eshani Lokusuriyage - Dilani Manodara (wk) - Chamari Polgampola - Udeshika Prabodhani - Deepika Rasangika - Dedunu Silva - Sripali Weerakkody - Chandi Wickramasinghe - Chamani Seneviratna | - Sunette Loubser (K) - Alicia Smith (VK) - Susan Benade - Cri-zelda Brits - Trisha Chetty (wk) - Mignon du Preez - Shandre Fritz - Shabnim Ismail - Marizanne Kapp - Ashlyn Kilowan - Marcia Letsoalo - Claire Terblanche - Charlize van der Westhuizen - Yolandi van der Westhuizen (wk) - Dane van Niekerk - Kirstie Thomson | - Merissa Aguilleira (K, wk) - Kirbyina Alexander - Shanel Daley - Deandra Dottin - Afy Fletcher - Geneille Greaves - Cordel Jack - Stacy-Ann King - Pamela Lavine - Debbie-Ann Lewis - Anisa Mohammed - Shakera Selman - Danielle Small - Charlene Taitt - Stafanie Taylor - Juliana NeroW |

## Format
Die acht Teams spielten in der Vorrunde jeweils einmal gegen jedes andere Team in einem Round-Robin-Format. Dabei gibt es für die siegreiche Mannschaft zwei Punkte, für die unterlegene keinen. Kann kein Sieger festgestellt werden (beispielsweise durch Regenabbruch) erhielten beide Mannschaften je einen Punkt. Die jeweils drei besten einer Gruppe qualifizierten sich für die Super 6 Runde, in der jedes  Team gegen die Teams spielte, auf die es nicht in der Vorrunde getroffen ist. Die Punkte gegen die Vorrundengegner werden dabei mitgenommen. Die beiden Gruppenersten der Super 6-Runde trugen anschließend das Finale aus.

## Ergebnisse

### Vorrunde

#### Gruppe A
Tabelle
| Gruppe A    | Sp. | S | N | NR | P | NRR    |
| ----------- | --- | - | - | -- | - | ------ |
| Neuseeland  | 3   | 3 | 0 | 0  | 6 | +2.015 |
| Australien  | 3   | 2 | 1 | 0  | 4 | +0.714 |
| West Indies | 3   | 1 | 2 | 0  | 2 | −0.655 |
| Südafrika   | 3   | 0 | 3 | 0  | 0 | −1.777 |

| 8. März Scorecard | Sydney (NSO) | Neuseeland 205 (48)                         | – | Australien 132-6 (33/33) |
|                   |              | Neuseeland gewinnt mit 13 Runs (D/L method) |   |                          |

Australien gewann den Münzwurf und entschied sich als Feldmannschaft zu beginnen. Als Spielerin des Spiels wurde Kate Pulford ausgezeichnet.
| 8. März Scorecard | Newcastle | Südafrika 116 (44.2)              | – | West Indies 117 (48.4) |
|                   |           | West Indies gewinnt mit 2 Wickets |   |                        |

Südafrika gewann den Münzwurf und entschied sich als Schlagmannschaft zu beginnen. Als Spielerin des Spiels wurde Stafanie Taylor ausgezeichnet.
| 10. März Scorecard | Newcastle | Australien 258-4 (50)          | – | Südafrika 197 (49.3) |
|                    |           | Australien gewinnt mit 79 Runs |   |                      |

Australien gewann den Münzwurf und entschied sich als Schlagmannschaft zu beginnen. Als Spielerin des Spiels wurde Shelley Nitschke ausgezeichnet.
| 10. März Scorecard | Sydney (BO) | Neuseeland 192-8 (50)          | – | West Indies 136-8 (50) |
|                    |             | Neuseeland gewinnt mit 56 Runs |   |                        |

Neuseeland gewann den Münzwurf und entschied sich als Schlagmannschaft zu beginnen. Als Spielerin des Spiels wurde Sarah Tsukigawa ausgezeichnet.
| 12. März Scorecard | Sydney (DO) | Australien 211-7 (50)          | – | West Indies 164-7 (50) |
|                    |             | Australien gewinnt mit 47 Runs |   |                        |

Die West Indies gewannen den Münzwurf und entschieden sich als Feldmannschaft zu beginnen. Als Spielerin des Spiels wurde Ellyse Perry ausgezeichnet.
| 12. März Scorecard | Bowral | Neuseeland 250-5 (50)           | – | Südafrika 51 (22.1) |
|                    |        | Neuseeland gewinnt mit 199 Runs |   |                     |

Südafrika gewann den Münzwurf und entschied sich als Feldmannschaft zu beginnen. Als Spielerin des Spiels wurde Amy Satterthwaite ausgezeichnet.

#### Gruppe B
Tabelle
| Gruppe B  | Sp. | S | N | NR | P | NRR    |
| --------- | --- | - | - | -- | - | ------ |
| England   | 3   | 3 | 0 | 0  | 6 | +1.921 |
| Indien    | 3   | 2 | 1 | 0  | 4 | +0.922 |
| Pakistan  | 3   | 1 | 2 | 0  | 2 | −0.961 |
| Sri Lanka | 3   | 0 | 3 | 0  | 0 | −1.280 |

| 7. März Scorecard | Bowral | Pakistan 57 (29)              | – | Indien 58-0 (10) |
|                   |        | Indien gewinnt mit 10 Wickets |   |                  |

Indien gewann den Münzwurf und entschied sich als Feldmannschaft zu beginnen. Als Spielerin des Spiels wurde Rumeli Dhar ausgezeichnet.
| 7. März Scorecard | Canberra | England 277-5 (50)           | – | Sri Lanka 177-7 (50) |
|                   |          | England gewinnt mit 100 Runs |   |                      |

Sri Lanka gewann den Münzwurf und entschied sich als Feldmannschaft zu beginnen. Als Spielerin des Spiels wurde Clare Taylor ausgezeichnet.
| 9. März Scorecard | Canberra | Pakistan 161-7 (50)          | – | Sri Lanka 104 (39.4) |
|                   |          | Pakistan gewinnt mit 57 Runs |   |                      |

Pakistan gewann den Münzwurf und entschied sich als Schlagmannschaft zu beginnen. Als Spielerin des Spiels wurde Qanita Jalil ausgezeichnet.
| 10. März Scorecard | Sydney (NSO) | Indien 169 (48.4)             | – | England 172-1 (38.4) |
|                    |              | England gewinnt mit 9 Wickets |   |                      |

England gewann den Münzwurf und entschied sich als Feldmannschaft zu beginnen. Als Spielerin des Spiels wurde Caroline Atkins ausgezeichnet.
| 12. März Scorecard | Sydney (NSO) | Pakistan 78 (39.5)            | – | England 82-2 (23.1) |
|                    |              | England gewinnt mit 8 Wickets |   |                     |

Pakistan gewann den Münzwurf und entschied sich als Schlagmannschaft zu beginnen. Als Spielerin des Spiels wurde Laura Marsh ausgezeichnet.
| 12. März Scorecard | Sydney (BO) | Indien 137-7 (50)          | – | Sri Lanka 102 (44.2) |
|                    |             | Indien gewinnt mit 35 Runs |   |                      |

Indien gewann den Münzwurf und entschied sich als Schlagmannschaft zu beginnen. Als Spielerin des Spiels wurde Mithali Raj ausgezeichnet.

### Super Six
Tabelle
| Super Six   | Sp. | S | N | NR | P | NRR    |
| ----------- | --- | - | - | -- | - | ------ |
| Neuseeland  | 5   | 4 | 1 | 0  | 8 | +1.180 |
| England     | 5   | 4 | 1 | 0  | 8 | +1.157 |
| Indien      | 5   | 3 | 2 | 0  | 6 | +1.099 |
| Australien  | 5   | 3 | 2 | 0  | 6 | +0.850 |
| Pakistan    | 5   | 1 | 4 | 0  | 2 | −2.589 |
| West Indies | 5   | 0 | 5 | 0  | 0 | −1.554 |

| 14. März Scorecard | Sydney (NSO) | Indien 234-5 (50)          | – | Australien 218-7 (50) |
|                    |              | Indien gewinnt mit 16 Runs |   |                       |

Australien gewann den Münzwurf und entschied sich als Feldmannschaft zu beginnen. Als Spielerin des Spiels wurde Anjum Chopra ausgezeichnet.
| 14. März Scorecard | Sydney (BO) | England 201-5 (50)          | – | Neuseeland 170 (48.4) |
|                    |             | England gewinnt mit 31 Runs |   |                       |

England gewann den Münzwurf und entschied sich als Schlagmannschaft zu beginnen. Als Spielerin des Spiels wurde Charlotte Edwards ausgezeichnet.
| 14. März Scorecard | Sydney (DO) | West Indies 132-9 (50)         | – | Pakistan 134-6 (47.5) |
|                    |             | Pakistan gewinnt mit 4 Wickets |   |                       |

Pakistan gewann den Münzwurf und entschied sich als Feldmannschaft zu beginnen. Als Spielerin des Spiels wurde Aimas Akram ausgezeichnet.
| 16. März Scorecard | Sydney (BO) | Australien 229-6 (50)           | – | Pakistan 122 (45.1) |
|                    |             | Australien gewinnt mit 107 Runs |   |                     |

Australien gewann den Münzwurf und entschied sich als Schlagmannschaft zu beginnen. Als Spielerin des Spiels wurde Shelly Nitschke ausgezeichnet.
| 17. März Scorecard | Sydney (DO) | England 236-8 (50)           | – | West Indies 90 (38.2) |
|                    |             | England gewinnt mit 146 Runs |   |                       |

England gewann den Münzwurf und entschied sich als Schlagmannschaft zu beginnen. Als Spielerin des Spiels wurde Sarah Taylor ausgezeichnet.
| 17. März Scorecard | Sydney (NSO) | Indien 207 (49.4)                | – | Neuseeland 210-5 (47.4) |
|                    |              | Neuseeland gewinnt mit 5 Wickets |   |                         |

Indien gewann den Münzwurf und entschied sich als Schlagmannschaft zu beginnen. Als Spielerin des Spiels wurde Kate Pulford ausgezeichnet.
| 19. März Scorecard | Sydney (NSO) | England 161 (49.3)               | – | Australien 163-2 (33.5) |
|                    |              | Australien gewinnt mit 8 Wickets |   |                         |

England gewann den Münzwurf und entschied sich als Schlagmannschaft zu beginnen. Als Spielerin des Spiels wurde Shelley Nitschke ausgezeichnet.
| 19. März Scorecard | Sydney (BO) | West Indies 84 (44.4)        | – | Indien 86-2 (17.5) |
|                    |             | Indien gewinnt mit 8 Wickets |   |                    |

Die West Indies gewannen den Münzwurf und entschieden sich als Schlagmannschaft zu beginnen. Als Spielerin des Spiels wurde Priyanka Roy ausgezeichnet.
| 1. März Scorecard | Sydney (DO) | Neuseeland 373-7 (50)           | – | Pakistan 150 (48.1) |
|                   |             | Neuseeland gewinnt mit 223 Runs |   |                     |

Neuseeland gewann den Münzwurf und entschied sich als Schlagmannschaft zu beginnen. Als Spielerin des Spiels wurde Suzie Bates ausgezeichnet.

### Spiel um Platz 7
| 14. März Scorecard | Sydney (BO) | Sri Lanka 75 (39)               | – | Südafrika 76-1 (28.3) |
|                    |             | Südafrika gewinnt mit 9 Wickets |   |                       |

Sri Lanka gewann den Münzwurf und entschied sich als Schlagmannschaft zu beginnen. Als Spielerin des Spiels wurde Dane van Niekerk ausgezeichnet.

### Spiel um Platz 5
| 21. März Scorecard | Sydney (DO) | Pakistan 131 (46.3)               | – | West Indies 135-7 (46.3) |
|                    |             | West Indies gewinnt mit 3 Wickets |   |                          |

Pakistan gewann den Münzwurf und entschied sich als Schlagmannschaft zu beginnen. Als Spielerin des Spiels wurde Shanel Daley ausgezeichnet.

### Spiel um Platz 3
| 21. März Scorecard | Sydney (No.2) | Australien 142 (44.4/46)                  | – | Indien 145-7 (43.5/46) |
|                    |               | Indien gewinnt mit 3 Wickets (D/L method) |   |                        |

Australien gewann den Münzwurf und entschied sich als Schlagmannschaft zu beginnen. Als Spielerin des Spiels wurde Rumeli Dhar ausgezeichnet.

### Finale
| 22. März Scorecard | Sydney (NSO) | Neuseeland 166 (47.2)         | – | England 167-6 (46.1) |
|                    |              | England gewinnt mit 4 Wickets |   |                      |

Neuseeland gewann den Münzwurf und entschied sich als Schlagmannschaft zu beginnen. Als Spielerin des Spiels wurde Nicky Shaw ausgezeichnet.